# Rubus phyllostachys
Rubus phyllostachys är en rosväxtart som beskrevs av P. J. Müll.. Rubus phyllostachys ingår i släktet rubusar, och familjen rosväxter.

## Underarter
Arten delas in i följande underarter:
- R. p. humilidens
- R. p. tuberispinus
- R. p. angustifolius
- R. p. splendidus
- R. p. productus